# Alfred Vestlund
Alfred Vestlund är namnet på en fiktiv svensk poet och varuhusexpedit i den likaledes fiktiva svenska staden Grönköping, känd från den satiriska tidskriften Grönköpings Veckoblad. Som poet framträder Vestlund under "den så gott som fullständiga anonymitetens namnförkortning" med signaturen A:lfr-d V:stl-nd. Hans dikter har först stått att läsa i Grönköpings Veckoblad. De har sedan utgivits i årskrönikor från Grönköping för att slutligen komma med i antologier och egna diktsamlingar.
Alfred Vestlund introducerades som medarbetare i Grönköpings Veckoblad vid omläggningen från bilaga till Söndags-Nisse till självständig tidning 1916. Bakom det versskrivande handelsbiträdet stod journalisten Oscar Rydqvist (1893–1965), som under de kommande åren skulle bli Veckobladets huvudförfattare. Rollfiguren hade han i viss grad baserat på sig själv. Han var son till en speceri- och diversehandlare i Sundsvall och framträdde själv samma år under eget namn som diktare. Såsom för flera andra av Rydqvists grönköpingsgestalter hade han tagit namnet från en person i levande livet, i detta fall en studiekamrat från gymnasiet i Sundsvall och från studentåren i Uppsala.
När Rydqvist slutade skriva för Grönköpings Veckoblad övertogs signaturen 1925 av Nils Hasselskog, som enligt Martin Kylhammar och Göran B. Nilsson förvandlade "Alfred Vestlund, Oscar Rydqvists menlöse och ointressanta lyriker, till A:lfr-d V:stl-nd, en usel poet av högsta klass". Det är genom diktsamlingen Guldregn från 1935, som Hasselskog har nått speciell berömmelse. "Han är en mycket stor 'minor classic'," skriver Göran Hägg.
Under några år omkring 1950 publicerade  Gunnar Ekelöf dikter i Grönköpings veckoblad under Vestlunds signatur. Dessa har identifierats och utgivits med kommentarer av Daniel Möller. Serien avslutades med "Epilog av A:lfr-d V:stl-nd" i diktsamlingen Strountes 1955.  Ekelöfs Grönköpingsdikter utgör till form och innehåll satirisk kritik av sin samtids modernistiska poesi.
Efter Hasselskogs död 1936 har utom Ekelöf ett flertal andra personer publicerat dikter under A:lfr-d V:stl-nds signatur men utan att få speciell uppmärksamhet.